# Баладева Видьябхушана
Баладе́ва Видьябху́шана (IAST: Baladeva Vidyābhūṣaṇa; ум. 1793) — кришнаитский ачарья и богослов. Баладева Видьябхушана завершил оформление религиозно-философской доктрины гаудия-вайшнавизма, составив комментарий к «Веданта-сутрам», который принёс гаудия-вайшнавизму признание как самостоятельной школы теистической веданты.
Время и место его рождения точно не известно. Предположительно он родился в начале XVIII века в Ориссе (возможно в районе Ремуны). В раннем возрасте он изучил санскритскую грамматику, поэзию, риторику и логику и отправился в паломничество, во время которого посетил Южную Индию, где провёл некоторое время с таттвавади, изучив вайшнавское богословие Мадхвачарьи. Позднее он стал известным по всей Индии проповедником этой философской системы.
После возвращения в Ориссу он встретился с Радха Дамодара Девой, который объяснил ему философскую сиддханту гаудия-вайшнавского богословия линии Чайтаньи Махапрабху. Философские беседы с Радха Дамодарой пробудили в сердце Баладевы Видьябхушаны божественную любовь. По прошествии нескольких дней, он получил духовное посвящение с Радха-Кришна мантрой и начал изучение «Шат-сандарбхи» Дживы Госвами.
За короткое время он стал великим эрудитом в гаудия-вайшнавской философии. С разрешения и благословения своего гуру он переехал во Вриндаван, где продолжил изучение гаудия-вайшнавской философии под руководством Вишванатхи Чакраварти Тхакура. Баладева полностью принял чайтанья-вайшнавизм и стал его вдохновенным проповедником.

## Жизнеописание

### Рождение, детство и юность
Точное место рождения Баладевы Видьябхушаны, имя отца и матери и генеалогическое древо их семьи неизвестны. Поэтому неизвестны и точные обстоятельства его рождения. Тем не менее, по мнению некоторых, он родился в месте под названием Балешвара, деревне неподалёку от Ремуны, в начале XVIII века и был сыном вайшьи, земледельца
В раннем возрасте он выучил грамматику санскрита, поэзию, риторику и логику. Став экспертом по всем этим предметам, он начал путешествовать по разным местам паломничества. Интересовался учениями разных религиозно-философских групп.

### Встреча с Радха-Дамодарой Госвами и принятие духовного посвящения
Путешествуя из одного селения в другое, он постепенно добрался до Джаганнатха-Пури. Там он проповедовал в течение нескольких дней и встретился с одним из самых видных учеников Расикананда Девы, Радха-Дамодарой, с которым он обсудил принципы бхакти. Радха-Дамодара Госвами дал Баладеве наставления о лилах Чайтаньи, а также о его учении — гаудия-вайшнава-сиддханте, изложенной им ранее Сарвабхауме Бхаттачарье.
Когда Баладева услышал духовную мудрость от Радха-Дамодары Госвами, его сердце растаяло. Проведя несколько дней в слушании, он попросил об инициации в мантру Радхи-Кришны и начал изучать «Шат-сандарбхи» Дживы Госвами у своего гуру, Радхи-Дамодары Госвами. Вскоре Баладева стал экспертом в гаудия-вайшнавской философии.

### Отъезд во Вриндаван и обучение у Вишванатхи Чакраварти
Прожив некоторое время с Радха-Дамодарой Госвами, он получил указание продолжать изучать гаудия-вайшнавизм и отправиться во Вриндаван, приняв прибежище у Вишванатхи Чакраварти Тхакура.
Посетив впервые Навадвипу, он вскоре прибыл во Вриндаван. Вишванатха Чакраварти Тхакур был очень рад видеть покорность, скромность, учёность и отречение Баладевы. С этого дня он какое-то время держал возле себя Баладеву и учил его ачинтья-бхеда-абхеда — философии Чайтаньи, а также многим другим важным сиддхантам, имеющим отношение к гаудия-вайшнавской концепции Кришна-бхакти. С этого момента жизнь и сердце Баладевы были полностью посвящены теистической концепции гаудия-сампрадаи. Он более не отвлекался ни на какие посторонние предметы и начал проповедовать эту философию, исключив все остальные.

### История написания «Говинда-бхашьи»
Однажды в Джайпуре, в царском дворце, приверженцы Рамануджа-сампрадаи сказали царю, что в гаудия-сампрадае нет своего комментария на самое важное богооткровенное писание ведической религии — «Веданта-сутру»; поэтому у них нет сиддханты и нет настоящей сампрадаи, или философской школы. Как следствие, они должны прекратить служить мурти Говинды и Гопинатхи, и доверить это тем, кто является настоящими представителями истинной сампрадаи.
Тогдашний царь Джайпура был последователем гаудия-сампрадаи. Он немедленно послал Вишванатхе Чакраварти Тхакуру во Вриндаван сообщение об этом с курьером, желая знать, действительно ли у гаудия-сампрадаи нет своего комментария на «Веданта-сутру». Если комментарий есть, то царь хочет, чтобы он был немедленно доставлен в Джайпур для удовлетворения критиков-пандитов из Рамануджа-сампрадаи.
В то время Вишванатха Чакраварти был уже стар и немощен. Он не мог отправиться в трудное путешествие в Джайпур. Поэтому он послал своего ученика, Баладеву. Баладева Видьябхушана был выдающимся учёным и экспертом по всем важным писаниям. Перед собравшимися пандитами из Рамануджа-сампрадаи Баладева бросил им вызов на философскую дискуссию. Начался длинный спор, и школа Рамануджи подняла шум. Никто, однако, не смог устоять перед его выводами, глубокой учёностью и острым интеллектом. Баладева доказывал, что основатель гаудия-сампрадаи, Чайтанья Махапрабху, установил, что «Шримад-Бхагаватам» является величайшим комментарием к «Веданта-сутре».
Баладева указал на то, что сам «Бхагаватам» говорит, что он — бхашьянам брахма-сутранам, естественный комментарий к «Веданта-сутре». Это подтверждается на основе доказательств, приведённых Дживой Госвами в его «Шат-сандарбхе». Поэтому гаудия-сампрадая приняла «Шримад-Бхагаватам» в качестве оригинального комментария к «Веданта-сутре» и не видит необходимости в написании своего отдельного комментария. В этот момент пандиты из Рамануджа-сампрадаи закричали: «Он признал, что у них нет комментария! У них нет комментария!» Не имея другого выхода, Баладева Видьябхушана пообещал показать им через несколько дней гаудия-вайшнавский комментарий к «Веданта-сутре».
Обеспокоенный, Баладева Видьябхушана отправился в храм Шри Говинды к мурти Рупы Госвами. Предложив божеству поклоны, он рассказал обо всём, что произошло.
Той же ночью во сне Шри Говинда сказал ему: «Ты должен написать комментарий. Этот комментарий будет продиктован лично Мной. Никто не сможет найти в нём ни одного изъяна».
Увидев такой сон, Баладева очень обрадовался, и исполнившись сил, тут же приступил к работе. Через несколько дней комментарий был готов. Он стал известен под названием «Говинда-бхашья». В приложении к «Говинда-бхашье» Баладева написал:
Вся слава Шри Говинде! По своей милости Он явил мне этот комментарий во сне. Этот комментарий, явленный им, особенно высоко ценят великие учёные, и вследствие этого я получил имя Видьябхушана, но именно Шри Говинда заслуживает всех этих похвал. Пусть же Шри Говинда — самое дорогое, что есть у Шри Радхики, — одержит победу над всеми.
С «Говинда-бхашьей» в руках Баладева Видьябхушана пришёл в царский зал собраний, где его ждали пандиты. Когда он показал им свой комментарий, они немедленно признали победу гаудия-сампрадаи. Царь и все гаудия-вайшнавы были невероятно счастливы. Тогда же пандиты дали Баладеве титул Видьябхушана, или «украшенный знанием», в честь его великой учёности. Это произошло в 1718 году. На следующий день царь Джайпура издал указ о том, что каждый должен прибыть на арати для Шри Говинды, любимого мурти гаудия-вайшнавов, которому должно воздать хвалу за такой удивительный комментарий на веданту.
Пандиты из школы Рамануджи, на которых Баладева Видьябхушана оказал столь огромное влияние, признали его своим ачарьей и изъявили желание стать его учениками. Баладева Видьябхушана смиренно отказался, объяснив своё решение тем, что существуют четыре сампрадаи, среди которых Шри-сампрадая является истинной школой, проповедующей, что служение Богу — это наиважнейшая религиозная деятельность. Представляя взгляды гаудия-сампрадаи, он не хотел этим унизить Шри-сампрадаю. Баладева сказал, что обидеть Шри-сампрадаю — значит совершить великое оскорбление.
Баладева Видьябхушана вернулся из Джайпура во Вриндаван и сообщил о своей победе Вишванатхе Чакраварти Тхакуру. Вишванатха Чакраварти Тхакура и все жители Вриндавана были очень обрадованы, и даровали Баладеве Видьябхушане свои благословения.
После этого Баладева Видьябхушана начал писать комментарий на «Шат-сандабрху». Вскоре умер Вишванатха Чакраварти Тхакура, после чего Баладеву Видьябхушану стали почитать в общине как его преемника, как того, кто глубоко понимает учение Чайтаньи.
У Баладевы Видьябхушаны были два ученика. Их звали Уддхава Даса и Нандана Мишра.
Баладева Видьябхушана умер в 1768 году по христианскому летоисчислению.

## Учение
В своём учении Баладева Видьябхушана доказывает трансцендентное положение Вед, а затем то, что они являются самым лучшим доказательством для познания высшей истины. В своей «Сиддханта-дарпане» Баладева объяснил положение трансцендентного звука во взаимоотношениях со сваям-бхагаваном Кришной и его именем следующим образом:
Одна абсолютная истина имеет две категории: называемое (Кришна) и название (Ом). Парамешвара, Кришна, абсолютная личность — это называемое; пранава, или омкара (Ом), — это название. Называемое, или Парамешвара Кришна, проявляет себя в различных обликах как Матсья, Курма и многих других. Точно так же имя Верховного Господа распространяется во многих различных видах: трансцендентном слоге Ом, мантре гаятри и самих Ведах. Для Верховной Личности Бога не существует пределов. У Него нет ни начала, ни конца. Поэтому прославление Его также вечно. Он является в материальном мире, находится здесь некоторое время и снова исчезает по своему желанию.
Баладева объясняет энергию Бога в своей «Сиддханта-дарпане»:
У Господа есть три энергии: мышление (джнана), чувства (крия) и желания (бала). Посредством этих трёх энергий он создает материальное творение. Лучи сознания, исходящие из Него — души (дживы) — это отдельные неотъемлемые частицы. Посредством вышеупомянутых мышления, чувств и желаний они тоже входят в бытие. Веды были рассказаны Господом, который совершенен во всех отношениях. Поэтому Веды не имеют четырех недостатков, присущих материальному существованию: ошибок, обмана, иллюзии и несовершенного восприятия. Таким образом, Веды являются совершенной формой доказательств для понимания Верховной Истины. Веды прославляют Кришну как абсолютную истину. Пураны и итихасы так же хороши, как и Веды. Они также прославляют Кришну как абсолютную истину.
В своей «Веданта-шьямантаке» Баладева развил тезис о том, что Веды являются наилучшим доказательством для понимания Бога. Он пишет:
Есть различные способы познать истину: пратьякша (непосредственное восприятие), анумана (выводы, гипотезы и дедукция), шабда (авторитетные слова), артхапати (толкования), анупалабдхи (обратные выводы), самбхава (законы вероятности) и айтихья (история). Из всех этих методов выяснения истины шабда, слушание авторитетных личностей, — наилучший. Лучший источник знания об абсолюте — шрути, явленная истина, полученная из авторитетного источника, Вед. Разные учёные всегда придерживаются разных взглядов на реальность, но ведические шастры вечны и трансцендентны, более того, они свободны от четырёх изъянов материального существования, имея своим источником непосредственно самого Верховного Господа. Поэтому они являются лучшим доказательством для познания абсолютной истины. (Веданта-шьямантака, 1/51)
То, что было подтверждено с помощью основательных доказательств, праманы, называется прамеей. Баладева написал книгу «Прамея-ратнавали», в которой он выдвигает девять концепций и доказывает, что все они являются фактами, подтверждёнными с помощью неоспоримых доказательств Вед. Учение Мадхва-гаудия-вайшнавизма, как оно было передано от Мадхвачарьи к Чайтанье Махапрабху, было вкратце изложено в «Прамея-ратнавали». Его девять концепций изложены в следующем стихотворении (ПР, 8):
Мадхвачарья учит, что:
1. Кришна, известный под именем Хари, — Верховный Господь, Абсолют.
2. Верховного Господа можно познать с помощью Вед.
3. Материальный мир реален.
4. Дживы, или души, отличны от Верховного Господа.
5. По своей природе дживы являются слугами Верховного Господа.
6. Есть две категории джив: освобожденные и пребывающие в иллюзии.
7. Получить освобождение означает достичь лотосных стоп Кришны, то есть вступить в вечные взаимоотношения, заключающиеся в служении Верховному Господу.
8. Установить такие взаимоотношения можно с помощью чистого преданного служения.
9. Истину можно познать через непосредственное восприятие, умозаключения и с помощью авторитетного источника — Вед. Тем же самым принципам учил Чайтанья Махапрабху.

Согласно Баладеве существует пять категорий таттв, или истин, составляющих реальность:
1. Ишвара — Бог
2. джива — душа
3. пракрити — материя
4. кала — время
5. карма — действие

Ишвара, или Бог, является величайшим. Он всеведущ, Он — высочайшее выражение трансцендентного блаженства и сама Его природа — экстаз. Он исполнен всех качеств и является абсолютной личностью. Он — владыка всего сущего и всегда свободен от рождений и смертей. Он — владыка всех девов, возглавляемых Брахмой и Шивой. Он — верховный супруг, Повелитель повелителей и Верховная Личность, больше кого бы то ни было достойная того, чтобы Ей возносили молитвы. Он единственный остается абсолютной истиной даже после разрушения материального мира (который является его отделенной материальной энергией) вместе со всеми девами, в том числе Брахмой, Шивой и Индрой.
Дальше Баладева, основываясь на «Вишну-пуране» объясняет, что у Кришны есть три основные энергии, или шакти: пара-шакти, кшетрагья-шакти и майя-шакти. Парашакти это сварупа-бхакти, или внутренняя энергия Бога. Кшетрагья-шакти — это джива-шакти, или живые существа, а майя-шакти — это внешняя энергия Бога, энергия, с помощью которой он управляет материальным миром.
Он продолжает объяснять, что не существует разницы между телом и душой Кришны. Они суть одно и то же. Поскольку у Кришны, Верховного Господа, две руки, он играет на флейте, у него духовный облик, состоящий из вечности, знания и блаженства, и он известен под именами Говинда и Гопала. Лакшми не отличается от Него в том смысле, что Он является Верховным обладателем энергии, а Она — Его Верховная энергия (сеи джаганмата лакшми вишнур анапайини шакти). В какой бы форме ни явился Господь, ей всегда соответствует определённая форма Лакшми, которая выступает как его вечная супруга. Когда Господь является как бог, Лакшми является как богиня. Когда Господь исполняет свои лилы в качестве обычного человека, Лакшми также спускается на Землю как обычная женщина.
В «Веданта-шьямантаке» (2.37) Баладева Видьябхушана говорит:
Как из множества аватар Бога Кришна является Верховной Личностью Бога, так и среди всех проявлений Лакшми, Радхарани является Верховной Богиней.
Это подтверждается в «Брихад-гаутамия тантре», где сказано:
Шри Радхика — это Верховная Богиня. По своей природе Она является Кришной, поскольку само её существование проникнуто Кришной. Поэтому она известна под именем Кришнамайи, — девушка, переполненная Кришной. Она известна также под именем Парадевата, потому что Она — Верховная Богиня. Все другие богини подчиняются ей. Она является Верховной Лакшми, и Её духовное сияние превосходит сияние любых бриллиантов. Она верховная очаровательница, потому что очаровала самого Кришну, который сам может очаровать миллионы Купидонов.
Баладева цитирует Шаунаку Риши, который говорит в «Шримад-Бхагаватам», что из всех аватар, экспансий Бога и Личностей Бога Кришна — это Верховная Личность Бога. Поклонение Кришне должно считаться поэтому высочайшей формой поклонения.
Согласно Баладеве, дживы, или души, — это атомы духовной энергии Бога. Души вечны и никогда и никаким способом не могут быть уничтожены. Истинная природа души заключается в том, чтобы в полной мере владеть духовным знанием:
Изначальная природа души такова, что она является служанкой Бхагавана Кришны. По версии «Падма-пураны» душа — это вечная служанка Хари, и больше никакое её положение не является истинным.
Предавшись духовному учителю, преданному Кришны, индивид получает Кришна-бхакти по милости гуру. Получив Кришна-бхакти, индивид получает самого Кришну.
В своей книге «Веданта-шьмантака» Баладева Видьябхушана возносит следующую молитву своему гуру, Радхе-Дамодаре Госвами:
Получив полномочия на этот труд от своего гурудева, брахмана Шри Радхи-Дамодары Госвами, я написал комментарий на веданту, известный как «Веданта-шьямантака», для того, чтобы доставить удовольствие Шримати Радхарани. Этот комментарий является кратким изложением основных моментов веданты. Да будет он приятным для Шри Радхики!

## Книги
Среди книг, написанных Баладевой Видьябхушаной, были:
- Баладева Видьябхушана. Брахма-сутра-говинда-бхашья (Пояснения Говинды к «Брахма-сутрам») // Свет дхармы: Антология традиционной индийской философии / Сост., вступ. ст., общ. ред. С. В. Пахомов. — СПб.: «Амфора», Петроглиф, 2013. — С. 464—508. — 576 с. — 3000 экз. — ISBN 978-5-367-02823-2, ISBN 978-5-4357-0221-7. (перевод с санскрита и комментарии С. В. Ватмана)
- «Говинда-бхашья» — комментарий к «Веданта-сутре»
- «Сиддханта-ратна» («Драгоценные камни умозаключений»)
- «Сахитья-каумуди»;
- «Веданта-шьямантака» — краткое изложение философии веданты
- «Прамея-ратнавали» («Драгоценный камень принципов, основанных на фактах») — очерк девяти принципов, которых придерживаются как школа Мадхвы, так и школа Чайтаньи
- «Сиддханта-дарпана» — краткое изложение принципов гаудия-вайшнавизма
- «Кавья-каустубха» — книга избранных санскритских стихов для вайшнавов
- «Айшварья-кадамбини»
- «Вьякарана-каумуди» — книга по грамматике
- «Падакаустубха» — избранные молитвы
- комментарии на важнейшие Упанишады, начиная с «Иша-упанишады» и заключая «Гопала-тапани-упанишадой»
- «Гитабхушана-бхашья» — комментарий на «Бхагавад-гиту»
- а также комментарии на: «Вишну-сахасранаму», «Шримад-Бхагаватам» («Вайшнава-нандини-тика»), «Таттва-сандарбху» Дживы Госвами, «Ставамалу» Рупы Госвами, «Ната-чандрику», «Чандралоку» Джаядевы Госвами, «Сахитья-каумуди» (его собственную работу), «Лагху-бхагаватамриту», «Натака-чандрику» и «Шьямананду-шатаку».